# Neuville-sur-Vanne
Neuville-sur-Vanne é uma comuna francesa na região administrativa de Grande Leste, no departamento de Aube. Estende-se por uma área de 17,25 km². Em 2010 a comuna tinha 436 habitantes (densidade: 25,3 hab./km²).